# Ибрахим, Рабиу
Рабиу Ибрахим (англ. Rabiu Ibrahim; родился 15 марта 1991, Кано, Нигерия) — нигерийский футболист, полузащитник.

## Клубная карьера
Ибрахим начал профессиональную карьеру в клубе «Гейтувэй Юнайтед». Летом 2007 года он перешёл в лиссабонский «Спортинг», сумма трансфера составила 450 тыс. евро. Им также интересовались английские «Арсенал», «Челси», «Манчестер Юнайтед» и «Ливерпуль», но Рабиу выбрал «львов». За основной состав «Спортинга» он так и не дебютировал и в начале 2011 года на правах свободного агента перешёл в нидерландский ПСВ, подписав трёхлетний контракт. 28 августа в матче против «Эксельсиора» Ибрахим дебютировал в Эредивизи, заменив во втором тайме Закарию Лабьяда. 21 сентября в поединке Кубка Нидерландов против ВВСБ он забил свой первый гол за ПСВ.
В начале 2012 года Рабиу перешёл в шотландский «Селтик», подписав контракт на три с половиной года. 3 мая в матче против «Сент-Джонстона» он дебютировал в шотландской Премьер лиге, заменив во втором тайме Криса Коммонса. В своём дебютном сезоне Ибрахим стал чемпионом Шотландии.
В начале 2013 года в поисках игровой практики Рабиу покинул Селтик и присоединился к «Килмарноку». 27 января в матче против «Данди» он дебютировал за новую команду. Летом 2014 года Ибрахим перешёл в словацкий «Тренчин». 10 августа в матче против «Ружомберока» он дебютировал в чемпионате Словакии. 28 февраля в поединке против «Дуклы» Рабиу забил свой первый гол за «Тренчин». С новым клубом Ибрахим дважды стал чемпионом и обладателем Кубка Словакии.
Летом 2016 года он перешёл в бельгийский «Гент». В матче против «Локерена» он дебютировал в Жюпиле лиге.

## Международная карьера
В 2007 году в составе юношеской сборной Нигерии Рабиу стал чемпионом в юношеского чемпионата мира в Южной Корее. В 2009 году в составе молодёжной сборной Нигерии Ибрахим принял участие в молодёжном чемпионате мира в Египте. На турнире он сыграл в матчах против команд Испании, Таити и Германии. В поединке против немцев Рабиу забил гол.
11 января 2015 года в товарищеском матче против сборной Кот-д’Ивуара Ибрахим дебютировал за сборную Нигерии.

## Достижения
Командные
 «Селтик»
- Чемпионат Шотландии по футболу — 2011/2012

 «Тренчин»
- Чемпионат Словакии по футболу — 2014/2015
- Чемпионат Словакии по футболу — 2015/2016
- Обладатель Кубка Словакии — 2014/2015
- Обладатель Кубка Словакии — 2015/2016

Международные
 Нигерия (до 17)
- Юношеский чемпионат мира — 2007